# Port lotniczy Medan-Polonia
Port lotniczy Medan-Polonia (indonez. Bandara Internasional Polonia, kod IATA: MES, kod ICAO: WIMK, obecnie baza sił powietrznych Indonezji Soewondo) – baza wojsk lotniczych Indonezji w mieście Medan, do 2013 r. międzynarodowy port lotniczy.

## Historia
Nazwa lotniska pochodzi od barona Michalskiego, który w 1872 roku otrzymał koncesję na prowadzenie plantacji tytoniu w pobliżu Medanu. Michalski nazywał otrzymane tereny „Polonią” i w zamyśle planował utworzyć tam osadę Polaków. Siedem lat później rząd holenderski zdecydował sprzedać plantację sułtanatowi Deli, ale z czasem zbudowano w tym miejscu port lotniczy, z którego miały latać samoloty do Europy. Lotnisko otwarto w 1928 roku i dla upamiętnienia pierwotnego przeznaczenia terenu nazwano go „Polonia”. Podczas II wojny światowej działała na lotnisku baza wojskowa, mocno uszkodzona w japońskim nalocie.
W 1975 roku portowi przywrócono charakter komercyjny, a obecność międzynarodowego lotniska pozwoliła na szybki rozwój Medanu. Port był największym lotniskiem na Sumatrze i czwartym w całej Indonezji. Szybki rozwój spowodował obrośnięcie lotniska zabudową mieszkalną, jednak obecność portu w centrum miasta uniemożliwiała tworzenie wysokiej zabudowy. Niedogodne umiejscowienie lotniska w środku miasta przyczyniło się do licznych wypadków, w tym w 2005 roku, gdy zginęły 144 osoby. Ta katastrofa wpłynęła decydująco na decyzję o zmianie lokalizacji lotniska. Rok później podjęto decyzję o budowie nowego, większego i oddalonego od centrum portu. Ostatnie loty pasażerskie miały miejsce latem 2013 roku, gdy otwarto nowy port Kuala Namu International Airport. Lotnisko „Polonia” stało się ponownie bazą wojskową. Obecnie planowane jest otwarcie w części kompleksu muzeum poświęconemu historii polskiego osadnictwa oraz samego lotniska.
Od lotniska pochodzi nazwa pobliskiej ekskluzywnej dzielnicy Central Business District Polonia.

## Linie lotnicze i połączenia

### Terminal Krajowy
- AirAsia
  - Indonesia AirAsia (Dżakarta)
- Batavia Air (Batam, Dżakarta)
- Garuda Indonesia (Banda Aceh, Dżakarta)
- Kartika Airlines (Banda Aceh, Batam)
- Lion Air (Banda Aceh, Dżakarta)
  - Wings Air (Dżakarta)
- Mandala Airlines (Banda Aceh, Batam, Dżakarta, Padang, Pekanbaru)
- Merpati Nusantara Airlines (Bali, Bandar Lampung, Batam, Biak, Gunung Sitoli, Jayapura, Kupang, Makassar, Manado, Manokwari, Mataram, Merauke, Meulaboh, Natuna, Palembang, Pekanbaru, Sibolga, Sinabang, Sorong, Surabaja, Ternate)
- Sriwijaya Air (Banda Aceh, Batam, Dżakarta, Lhok Seumawe, Pekanbaru)

### Terminal Międzynarodowy
- AirAsia (Kuala Lumpur)
  - Indonesia AirAsia (Kuala Lumpur, Penang)
- Garuda Indonesia (Madras, Singapur)
- Jetstar Asia
  - Valuair (Singapur)
- Kartika Airlines (Ipoh, Penang)
- Lion Air (Penang)
- Malaysia Airlines (Kuala Lumpur, Penang)
  - Firefly (Penang) [od 26 października 2008]
- Merpati Nusantara Airlines (Kuala Lumpur)
- Singapore Airlines
  - SilkAir (Singapur)